# Gloria (Nabokov)
Gloria è un romanzo di Vladimir Nabokov, pubblicato per la prima volta in russo tra il 1931 e il 1932 a Parigi, a puntate sulla rivista di emigrati russi "Sovreménnye zapiski". Dmitri Nabokov lo ha poi tradotto in inglese nel 1971 con il titolo Glory.

## Trama
È la storia del viaggio del giovane Martin Edelweiss, emigrato russo da Pietroburgo che sogna di realizzare qualcosa di straordinario e sorprendere tutti con il proprio coraggio. Nonostante non abbia veramente amato suo padre, ne vorrebbe seguire le orme e spera di averne la fama, dato che questo è morto coraggiosamente in battaglia durante la rivoluzione russa. Con la madre Sofia, si sposta dalla Crimea alla Svizzera, quindi va a studiare a Cambridge. Mentre è ospite a Londra presso una famiglia, incontra Sonia (ragazza che prefigura in qualche modo il personaggio di Lolita) e spera di provocare l'interesse di lei verso di sé in competizione con l'amico Darwin, attraverso un incontro di pugilato. Va quindi a Berlino e nel sud della Francia, seguendo il progetto inutile e folle di un rientro in Russia.

## Edizioni italiane
- Gloria, trad. di Ettore Capriolo, Milano: Mondadori (coll. "Scrittori italiani e stranieri"), 1972